# کولی (کوه)
کولی (به اسپانیایی: Culi) یک کوه در پرو است. کولی ۵٬۲۹۰ متر بالاتر از سطح دریا واقع شده‌است.